# Вилхелм I фон Волфшайн
Вилхелм I фон Волфшайн (на немски: Wilhelm I von Wolfstein Herr zu Obersulzburg; † 15 юни 1448) от род Волфшайн е господар на Волфщайн-Оберзулцбюрг в Горен Пфалц в Бавария и кмет на Регенсберг в кантон Цюрих, Швейцария.
Той е син на Стефан фон Волфшайн, господар на Волфсек и Алерсберг († 1402) и втората му съпруга Маргарета Гайлинг (Гауплингс). Внук е на Албрехт I 'Стари' фон Волфшайн, господар на Алерсберг-Пирбаум-Оберзулцбюрг († 1363) и Агнес Вайгел († сл. 1330). Правнук р на Готфрид II фон Волфшайн († сл. 1303) и потомък на Готфрид I фон Зулцбург († 1259).
Брат е на Вигалоис фон Волфшайн († 12 януари 1442), женен за Анна фон Пухберг († 25 декември 1442). Полубрат е на Йохан (Алберт) фон Волфшайн († 1427).
Вилхелм I фон Волфшайн умира на 15 юни 1448 г. и е погребан в Зелигенпортен .

## Фамилия
Вилхелм I фон Волфшайн се жени за Катарина († сл. 1423, погребана в Зелигенпортен). Те имат две дъщери:
- Маргарета фон Волфшайн († сл. 29 септември 1460), омъжена 1430 г. за Вилхелм фон Фраунберг цу Лабервайнтинг († пр. 1448)
- Барбара фон Волфшайн († 1436), омъжена 1426 г. за Еразмус фон Пухберг († 1438)